# Mbongeni Buthelezi
Mbongeni Buthelezi (* 1965 in Johannesburg, Südafrika) ist ein Künstler, der mit Plastikabfällen Gemälde kreiert.

## Biografie
Buthelezi studierte von 1986 bid 1992 am African Institute of Art in Johannesburg sowie von 1997 bis 1998 an der dortigen Witwatersrand-Universität. 
Buthelezi nahm an unterschiedlichen „Artist in Residence“-Programmen weltweit teil, darunter auch mehrmals in Deutschland:
- Guest Artist, Wiesbaden, Deutschland
- Kunst:Raum Sylt-Quelle, Rantum, Deutschland
- Atelierhaus Höherweg e.V., Düsseldorf, Deutschland
- Standard Bank National Art Festival, Südafrika
- Vermont Studio Centre, New York, USA
- Art Omi International Artists Centre, New York, USA

## Werk und Arbeitsweise
Das Material, mit dem Mbongeni Buthelezis seine „Gemälde“ herstellt, ist durchweg Plastikabfall: dafür zerkleinert er das farbige Plastik und bringt dieses mit einer Klebepistole auf der Leinwand an und schafft so Stück für Stück Oberflächen, die durch Material und changierende Farbtöne strukturiert sind. Die Verwendung dieses Materials für seine Arbeiten spricht nicht nur für das Bewusstsein und Anliegen Buthelezis hinsichtlich Umweltthematiken und physischem Zerfall in den Townships, sondern auch von dem weiteren Bezug zur allgemeinen sozialen und politischen Verarmung und dem Mangel an Möglichkeiten und Alternativen, welche er in Südafrika beobachtet.
Buthelezi möchte durch seine Kunst vor allem Hoffnung vermitteln. Er ist der Überzeugung, dass die Menschen durch seine Arbeiten und seinen Werdegang realisieren können, dass auch in Südafrika trotz allem viele Möglichkeiten bestehen, aus dem Nichts zu einem besseren Leben zu gelangen. Durch Kunst sei man in der Lage, sein Leben zu verändern und zum Wohle der Welt etwas Positives beizutragen.
Buthelezi sagt zu seinem speziellen Stil:

„Ich habe inzwischen 18 verschiedenen Techniken entwickelt, von denen jede subtile Unterschiede aufweist. Das Material kann aufgetragen werden wie breite ‚Pinselstriche‘ in vielen Farben oder aber in Sepia-Tönen gehalten, wo Lagen von neutralen Schattierungen visuelle Tiefe kreieren, sowie auch in einer linearen Art und Weise“

Buthelezis Arbeiten wurden bereits weltweit ausgestellt, darunter an Orten wie dem Museum of African Art in New York, dem Goch Museum in Deutschland und auf der Biennale in Prag.
Seine Arbeiten sind zudem weltweit in Sammlungen vertreten, darunter auch:
- Mercedes-Benz South Africa, Pretoria, Südafrika
- Mercedes-Benz Group, Kunstbesitz, Stuttgart, Deutschland
- Museum for African Art, New York, USA
- Johannesburg Art Gallery, Johannesburg, Südafrika
- Spier collection, Südafrika

## Ausstellungen

### Einzelausstellungen (Auswahl)
2011: 
- Galerie Seippel Köln, Deutschland

2010: 
- Seippel Galerie, Johannesburg, Südafrika
- Haus am Lützowplatz, Berlin, Deutschland
- PAN Kunstforum Niederrhein, Emmerich, Deutschland
- KwaZulu Natal Society of Arts, Durban, Südafrika
- Oliewenhuis Art Museum, Bloemfontein, Südafrika
- Red Location Museum Port Elizabeth, Südafrika
- William Humphreys Art Gallery, Kimberly, Südafrika

2009:
- Seippel Gallery, Arts on Main, Johannesburg, Südafrika
- Kulturverein Zehntscheuer, Rottenburg/Neckar, Deutschland
- Pretoria Art Museum, Südafrika
- Sasol [Art] Museum, Stellenbosch, Südafrika

2008:
- Seippel Gallery Johannesburg, Südafrika

2007:
- Galerie Seippel Köln, Deutschland

2006:
- Bellevue-Saal, Wiesbaden, Deutschland
- Art Space, Johannesburg, Südafrika

2005:
- SBK, Stichting Beeldende Kunst, Amsterdam, Holland
- Galerie Seippel Cologne, Deutschland
- Kunst:Raum Sylt Quelle, Rantum, Sylt, Deutschland

2004:
- Museum Goch, Deutschland
- Mural painting, Madeira, Portugal

2002:
- Galerie Seippel Köln, Deutschland

2001:
- Atelier Haus Höherweg, Düsseldorf, Deutschland
- Spark Gallery, Johannesburg, Südafrika

### Gruppenausstellungen (Auswahl)
2010:
- ROLAND-Galerie Köln, Deutschland
- Galerie Seippel Köln, Deutschland

2009:
- FNB Johannesburg Art Fair, Südafrika

2007:
- Seippel Gallery Johannesburg, Südafrika

2006:
- 10th Cairo Biennale, Ägypten
- Casa Encendida, Madrid, Spanien

2005:
- Seippel Gallery, Sydney, Australien
- Biennale Prague, Tschechien

2004:
- Pretoria Art Museum, Pretoria, Südafrika
- Art Space, Johannesburg, Südafrika

2003:
- Warren Siebrits Contemporary Gallery, Johannesburg, Südafrika
- Deutsche Entwicklungsgesellschaft DEG, Johannesburg, Südafrika
- Art Fair with Galerie Seippel Köln, Deutschland
- Galerie Seippel Köln, Deutschland

2002:
- Kunst:Raum Sylt-Quelle, Rantum, Deutschland
- Rottenburg/Neckar, Deutschland

2000:
- Museum of Art, Houston, USA
- Royal State Theater, London, UK
- The Drum, Birmingham, UK
- Pretoria Art Museum, Südafrika
- Houston Museum of Art, USA

1999:
- Museum for African Art, New York, USA
- Standard Bank Gallery, Johannesburg, Südafrika

1998:
- Grahamstown National Arts Festival, Südafrika

1997:
- Carlton Center (50 Stories Exhibition), Johannesburg, Südafrika
- Nondi Nisa Art Gallery, Johannesburg, Südafrika

1996:
- Generator Art Space, Südafrika

1995:
- Mofolo Art Center, Johannesburg, Südafrika
- Electric Workshop, Johannesburg, Südafrika
- Paper Prayers, Johannesburg, Südafrika
- Johannesburg Art Gallery, Südafrika
- Artist Proof Studio, Johannesburg, Südafrika

1994:
- Boston University, New York, USA
- Van Rijn Gallery, Johannesburg, Südafrika
- Sandton Gallery, Sandton/Johannesburg, Südafrika
- Berman Gallery, Johannesburg, Südafrika
- Staib Gallery, Print Exhibition, Johannesburg, Südafrika

1993:
- Alliance Francaise, Johannesburg, Südafrika
- Funda Centre Auditorium, Soweto/Johannesburg, Südafrika
- Development Bank of Southern Africa, Johannesburg, Südafrika

1992:
- Africa Cultural Center, Johannesburg, Südafrika
- Market Gallery, Johannesburg, Südafrika

1991:
- Grahamstown National Arts Festival, Südafrika

1989:
- Nasrec Showground, Johannesburg, Südafrika

1988:
- Gertrude Posel Gallery, University of Witwatersrand, Johannesburg, Südafrika